# Jannette Roscoe
Jannette Roscoe (Jannette Veronica „Jan“ Roscoe, geb. Champion; * 10. Juni 1946 in Tunbridge Wells) ist eine ehemalige britische Sprinterin, die sich auf den 400-Meter-Lauf spezialisiert hatte.
Bei den British Commonwealth Games 1970 in Edinburgh wurde sie für England startend Vierte.
Im Jahr darauf schied sie bei den Europameisterschaften 1971 in Helsinki über 400 Meter im Halbfinale aus und wurde mit der britischen Mannschaft Vierte in der 4-mal-400-Meter-Staffel.
Bei den Olympischen Spielen 1972 in München erreichte sie über 400 Meter das Viertelfinale und wurde in der 4-mal-400-Meter-Staffel Fünfte.
1974 wurde sie bei den British Commonwealth Games in Christchurch erneut Vierte im Einzelbewerb und siegte mit der englischen 4-mal-400-Meter-Stafette. Bei den Europameisterschaften in Rom schied sie über 400 Meter erneut im Halbfinale aus und wurde mit der britischen 400-Meter-Stafette Sechste.
1971 sowie 1973 wurde sie Englische Meisterin über 400 Meter und 1975 über 400 Meter Hürden; 1971 wurde sie außerdem Englische Hallenmeisterin über 400 Meter.

## Persönliche Bestzeiten
- 400 m: 52,85 s, 3. September 1974, Rom
- 400 m Hürden: 58,31 s, 19. Juli 1975, London